# Rio Piranema
Rio Piranema är ett vattendrag i Brasilien.   Det ligger i delstaten Rio de Janeiro, i den sydöstra delen av landet, 900 km sydost om huvudstaden Brasília.
Runt Rio Piranema är det i huvudsak tätbebyggt. Runt Rio Piranema är det mycket tätbefolkat, med 2 614 invånare per kvadratkilometer.